# Медіапланування
Медіапланування — діяльність, що забезпечує планування методів і способів контакту рекламодавця із цільовою аудиторією в рамках конкретної рекламної кампанії. Це відбувається через аналіз можливості закупівлі рекламних місць та прогнозування впливу, який така закупівля може здійснити на цільову аудиторію реклами.  
Контакт – найперший крок впливу реклами на споживача: якщо покупець не побачив рекламу, то вся праця креативників була непотрібною. І медіапланування забезпечує цей рекламний контакт, тобто те, щоб реклама потрапила на очі потенційному покупцеві.
Коли, за якими медійними каналами, як і скільки розміщувати рекламу, визначає медіапланер. Це спеціаліст, який оцінює можливості охоплення цільової аудиторії на доступних майданчиках та розробляє відповідний шлях взаємодії з аудиторією.
Мистецтво медіапланування у тому, щоб розмістити саме стільки реклами, скільки потрібно, що креатив подіяв (є навіть такий показник як "ефективна частота") і не витратити при цьому зайві гроші.

## Медіапланування в ієрархії стратегій
Медіаплан є конкретним детальним покроковим планом для реалізації однієї конкретної рекламної кампанії, згідно з певною медійною стратегією.
Медіастратегія є часткою рекламної стратегії, яка своєю чергою входить до загальної комунікаційної стратегії компанії (весь комплекс маркетингових комунікацій, включаючи піар, акції зі стимулювання збуту, івент-маркетинг тощо).
Комунікаційна стратегія є часткою маркетингової стратегії. Маркетингова стратегія є часткою бізнес-стратегії підприємства.

## Складники медіаплану
Для медіапланування використовуються кілька базових медіапоказників:
- рейтинг,
- сумарний рейтинг (GRP),
- ціна тисячі контактів (CPT),
- охоплення (Reach),
- частота (Fr).

Коли мова йде про цільову аудиторію рекламованого продукту, то медіапланер оперує такими показниками як цільовий рейтинг, сумарний цільовий рейтинг (TRP), ціна за тисячу цільових контактів, індекс відповідності (Affinity). Також користуються такими показниками як ефективна частота (EffFr).
Рекламні кампанії координують з сезонними коливаннями попиту на продукт.
І безумовно, у медіаплануванні враховується бюджет, відведений на рекламну кампанію. Одним з етапів медіапланування може стати оптимізація. Оптимізація медіакампанії – це зниження її вартості з мінімальною шкодою для ефективності. Безумовно, оптимізацію можна робити за будь-яким критерієм. Наприклад, можлива оптимізація за охопленням, частотою, часом. У таких випадках критерій оптимізації обов'язково вказується.

## Процес медіапланування
Конкретні кроки, які виконують медіапланери, готуючи відповідну послугу. 
- Визначення цільової аудиторії,
- Дослідження рекламодавця, ринку, на якому він оперує, та конкурентів,
- Створення концепції кампанії,
- Сегментація цільової аудиторії та розподіл рекламного контенту між сегментами,
- Прогнозування результатів виконання конкретного плану,
- Планування бюджетів.[1]